# نيفيل ستانتون
نيفيل ستانتون (بالإنجليزية: Neville Stanton)‏ هو لاعب كرة قدم غياني، ولد في 5 مايو 1975 في جورج تاون في غيانا. شارك مع منتخب غيانا لكرة القدم.

## وصلات خارجية
- نيفيل ستانتون على موقع ناشيونال فوتبول تيمز (الإنجليزية)